# La Cendre et la Foudre
La Cendre et la Foudre est un roman « chinois » de Frédérick Tristan publié en 1982.

## Sources
Le récit emprunte ses sources au rituel de la société des Houngs, la Tien Ti Houei, dont l'auteur est l'un des spécialistes français (voir son Houng, les sociétés secrètes chinoises, 1987 et 2003). La dimension métaphorique du roman (les combats comme les ennemis y sont d'abord intérieurs) est à peine soulignée, et souvent par les personnages eux-mêmes à mesure qu'ils avancent dans la réalisation de leur mission. De nombreux mythes chinois sont ainsi reliés au sein d'un même récit qui peut se lire à plusieurs niveaux.

## Réception critique
Pour Hubert Juin dans Le Monde, dans ce roman, l'auteur « avec une remarquable agilité de plume, fait un mélange qui charme et qui séduit. ».